# Ібрагім I ібн аль-Аглаб
Ібрагім I ібн аль-Аглаб (араб. إبراهيم بن الأغلب‎; нар. 756 — 5 липня 812) — 1-й емір держави Аглабідів в 800—812 роках.

## Життєпис
Походив з перського роду з Хорасану. Син Аль-Аглаба ібн Саліма ат-Тамімі, валі Іфрікії. Народився 756 року. У 787 році його батько загинув у боротьбі проти повсталих хариджитів на чолі з Аль-Хасаном ібн Харбом.
795 року Ібрагіма було призначено намісником області Заба. 799 року Ібн аль-Аглабі допоміг Мухаммаду ібн Мукатілу аль-Аккі, валі Іфрикії, придушити повстання на чолі з Таммамом ібн Тамімом аль-Тамімі. Невдовзі Ібрагім домігся свого призначення валі Іфрікії.
800 року він прийняв титул еміра, який було визнано аббасидським халіфом Гаруном ар-Рашидом в обмін на щорічну сплату 40 тис. золотих динарів. Такі дії викликані були віддаленістю Іфрикії від Багдаду, посилення в північній Африці шиїв, ібадитів та хариджитів, що протистояли халіфу. Доволі швидко Ібрагім I став незалежним володарем, що номінально визнає халіфа.
Спочатку він приборкав навколишні берберські племена. Втім більшу небезпеку становила внутрішня слабкість держави через протистояння арабських колоністів і берберів, мутазилітів і малікітів. Базою перших стало м.  Туніс, других — Кайруан. Сам емір підтримував мутазилітів. Для приборкання малікітів у 806 році емір призначив каді Кайруана представника мутазилітів Абу Мухріза.
Намагання обмежити владу арабів призвело до низки повстань: 802 року — на чолі з Хамдісом ібн Абд ар-Рахманом аль-Кінді та 809 року — Імраном ібн Мухалладом. Обидва були успішно придушені. Внаслідок цього розпочав політику створення війська з чорношкірих рабів (зінджей) на противагу арабському ополченню (джунду). У 810 році вже мав 5-тисячну гвардію-зінджей.
Ібрагім I неподалік від Кайруана заснував свою резиденцію Аль-Абасбійю. Заклав основи державної адміністрації. Водночас при ньому почалися системні напади на візантійські володіння в Італії, насамперед на Сицилію та Сардинію.
Помер у 812 року. Трон успадкував його старший син Абдаллах I.